# Військовий переворот у Буркіна-Фасо (2015)
Військовий переворот у Буркіна-Фасо — військовий переворот, що стався в Буркіна-Фасо у 2015. Почався з арештів виконуючого обов'язки президента і прем'єр-міністра 16 вересня 2015 року.

## Передмова
14 вересня 2015 комісія з національного примирення і реформ запропонувала розпустити президентську гвардію. Ця впливова військова структура була головною опорою режиму президента Блеза Компаоре, якого було повалено після 27 років правління.

## Хронологія
16 вересня 2015 військові президентської гвардії увірвалися в будівлю уряду і перервали урядове засідання, затримавши в. о. президента Мішеля Кафандо, прем'єра Ісаака Зіда і двох міністрів — Аугустіна Лоаду і Рене Багоро. Пізніше до президентського палацу попрямував натовп демонстрантів зі свистками і вувузелами, прозвучало кілька пострілів.
Військові застосували зброю для розгону демонстрантів біля президентського палацу в столиці Буркіна-Фасо, повідомляє агентство France-Presse. Про застосування саме вогнепальної зброї, а також жертви серед протестуючих проти чергового державного перевороту невідомо..
17 вересня 2015 офіцери президентської гвардії оголосили про розпуск органів влади та проголосили Раду національної демократії. Підполковник Мамаду Бабма в ефірі державного телеканалу RTB Television оголосив про закінчення «аномального перехідного періоду» і позбавлення президента Кафандо повноважень. За його словами, зараз ведуться широкомасштабні переговори про формування нового уряду та проведенні інклюзивних і мирних виборів. Спікер розпущеного перехідного парламенту Шериф Сі заявив, що вважає дії гвардії державним переворотом. Він закликав населення до негайного повстання.
Командувач президентської гвардії в Буркіна-Фасо, генерал Жильбер Дьєндере був оголошений главою перехідної ради — нового органу влади, утвореного бунтівними гвардійцями. Також лідери перевороту оголосили про закриття кордонів і ввели комендантську годину в нічний час. Дьєндре повідомив, що до перевороту не контактував з колишнім головою держави Компаоре. Тим часом, спікер парламенту Буркіна-Фасо — Національної перехідної ради — Шериф Сі також заявив, що виконуватиме обов'язки тимчасового президента Мішеля Кафандо, раніше арештованого путчистами..
При зіткненнях на вулицях столиці Буркіна-Фасо загинули щонайменше три людини, понад 60 людей отримали поранення. Свідки зіткнень розповіли, що на вулиці Уагадугу вийшли протестувальники, незадоволені подією військовим переворотом. За даними очевидців, військові зробили кілька попереджувальних пострілів у повітря, щоб розігнати натовп. Демонстранти у відповідь стали кидати каміння в бік військовослужбовців.
У той же день Рада Безпеки ООН назвала події 16-17 вересня в Буркіна-Фасо неконституційним захопленням влади, зажадало звільнити затриманих офіційних осіб і повернути владу цивільному перехідного уряду, який відповідно до плану перехідного режиму в Буркіна-Фасо повинно провести вибори 11 жовтня. Члени Ради Безпеки підкреслили, що винні в насильницькому захопленні влади повинні бути притягнуті до відповідальності.
18 вересня 2015 Рада миру і безпеки Африканського союзу ухвалила резолюцію, в якій засудила військовий переворот, назвавши його загрозою для всього континенту. Рада вирішила призупинити участь Буркіна-Фасо у всіх заходах, що проводяться Африканським союзом. Керівники путчу названі в резолюції терористами, що незаконно взяли під варту президента країни і деяких членів уряду і проводять репресії проти населення, що вже призвело до загибелі кількох демонстрантів. Рада заборонила в'їзд в Африканський союз керівникам перевороту і всім, хто братиме участь у створеному ними уряді, і заморозив їхні рахунки. До вечора ЗМІ повідомили про звільнення затриманих президента і міністрів.
19 вересня 2015 За даними агентства Reuters серед протестуючих проти перевороту загинуло вже 10 осіб. Президент Беніну Яї Боні після зустрічі з президентом Сенегалу Макі Салл і лідером перевороту Жильбером Дьєндре заявив, що в Буркіна-Фасо відновить роботу уряд перехідного періоду на чолі з Мішелем Кафанадо.
22 вересня 2015 вірні Мішелю Кафандо військові частини за підтримки танків увійшли до столиці. Начальник генштабу генерал Пінгренома Загре запропонував путчистам скласти зброю. Путчисти з президентської гвардії не чинили опору.
23 вересня 2015 представники сил путчистів і регулярна армія підписали угоду з метою уникнути кровопролиття. Документ передбачає, зокрема, що бунтівники повернуться в свої казарми, а частини урядової армії вийдуть зі столиці і відійдуть від неї на 50 км. Тимчасовий президент Мішель Кафандо офіційно повернувся до виконання своїх обов'язків.